# 史家院乡
史家院乡是中国陕西省汉中市略阳县下辖的一个乡。

## 行政区划
史家院乡下辖以下行政区：
蒿坝村、蔡家营村、郭家坝村、庞家营村、赵家院村、庞家院村、华阳沟村